# Johann Georg Sturm
Johann Georg Sturm, född 1742 i Nürnberg, död där 9 april 1793, var en kopparstickare.
Av hans hand är samlingsverket Deutschlands Flora in Abbildungen.
Hans son, Jacob Sturm, var också en skicklig kopparstickare.